# Luis Eduardo Lescano

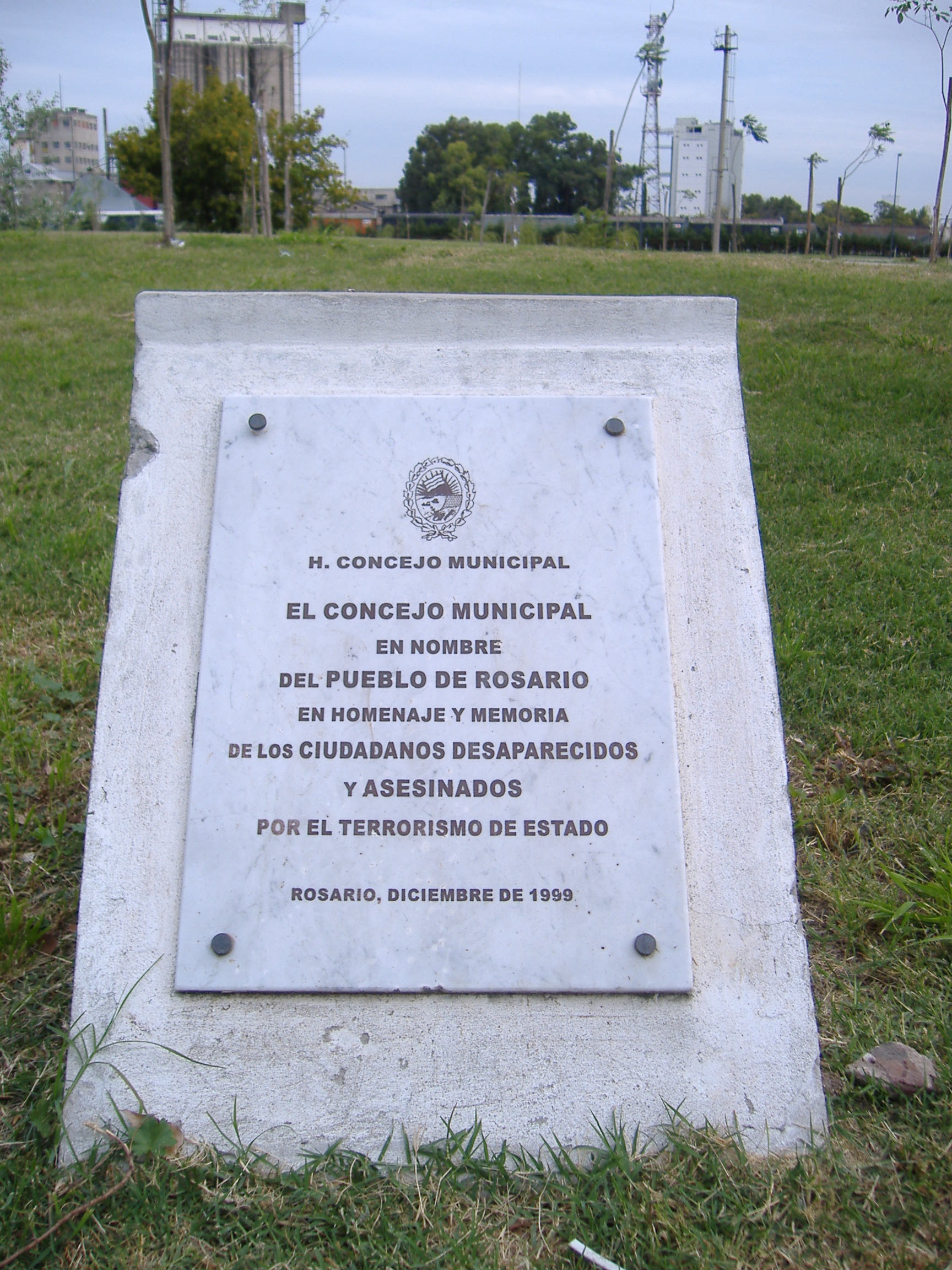
Recordatorio desaparecidos, Rosario

Luis Eduardo Lescano Jobet (Rosario, Argentina, 21 de julio de 1933-Ricardone, provincia de Santa Fe, 30 de septiembre de 1974) fue un maestro peronista, procurador defensor de presos políticos asesinado por la Triple A en 1975.

## Breve reseña
En 1955 comenzó su actividad como maestro al tiempo que iniciaba sus estudios universitarios de Derecho. A partir de 1963 comenzó a trabajar como asesor jurídico de sindicatos. En 1964 integró la denominada Comisión de Movilización por el regreso de Perón a Argentina. Fue uno de los promotores en Rosario de la CGT de los Argentinos en 1968.
Fue alfabetizador en la Campaña de Reactivación Educativa del Adulto para la Reconstrucción (CREAR).
En enero de 1972 conjuntamente con otros compañeros fue detenido e incomunicado durante 20 días,en dependencias de la Jefatura de Policía de Rosario y trasladado luego al sector militarizado de la Cárcel de Encausados de esa ciudad. Quedó a disposición del Poder Ejecutivo Nacional y no pudo ejercer su derecho de defensa. Recuperó la libertad en mayo de 1972.
Trabajó como maestro de adultos en diversas escuelas nocturnas, y participó en las tareas de organización del sindicato de maestros provinciales. En 1973 trabajó como delegado en la Dirección Nacional de Educación del Adulto (DINEA). Con el incremento de la represión, trabajó como abogado defensor de presos políticos.

## Secuestro y asesinato
Fue secuestrado junto a su colega Felipe Rodríguez Araya por un grupo armado paramilitar, en la madrugada del 30 de septiembre de 1975 y asesinado horas después. Su cuerpo tenía más de 40 impactos de bala. El operativo se realizó durante la noche y los cadáveres de ambos fueron encontrados en la autopista Rosario-Santa Fe, a unos treinta kilómetros de Rosario.

## Asesinos condenados
Por el asesinato de Lescano y Rodríguez Araya fue condenado Walter Pagano, (o Sergio Paz o Wenceslao), que trabajaba en el área de Inteligencia del Segundo Cuerpo de Ejército como personal civil, y actuaba bajo las órdenes de Agustín Feced. Pagano fue acusado de diecisiete secuestros, de los cuales catorce derivaron en homicidios, crímenes por los que fue condenado a prisión perpetua.

Junto con Pagano fueron condenados Pascual Guerrieri, Jorge Fariña, Daniel Amelong, y Eduardo Constanzo. La banda incluye, además, a Eduardo Rebecci, Walter Pérez Blanco, Ángel Cabrera, Luciano Jaúregui y Tito Oreffice.

## Documental
En septiembre de 1976 Amsafe Rosario presentó un documental sobre trabajadores de la educación desaparecidos que incluye además de Lescano,  a Raúl Héctor García, Miguel Ángel Urusa Nicolau, Osvaldo Seggiaro, María Susana Brocca, Ana María Gutiérrez, Nora Elma Larrosa, Graciela Elina Teresa Lo Tufo Martínez y Elvira Estela Márquez Dreyer.

## Homenaje
El Centro de Salud de Amsafe Delegación Rosario fue creado el año 2001 y lleva el nombre de Luis Lescano.